# 艶女医（エンジョイ） 〜2人のエッチな女医とエロエロ研修体験〜
『艶女医（エンジョイ）〜2人のエッチな女医とのエロエロ研修体験〜』（エンジョイ ふたりのエッチなじょいとのエロエロけんしゅうたいけん）は、2007年9月28日にアトリエかぐや Berkshire Yorksireより発売された18禁恋愛アドベンチャーゲームである。

## あらすじ
医学生の主人公は研修医として夏川東病院に赴くことになった。そこでの指導医は、遠戚の従姉と病院の下見の時に偶然知り合ったお姉さんだった。

## 登場人物

### 主要人物
長山 功（ながやま こう）
声：なし
主人公。研修医として夏川東病院に来ている。基本的にはマジメな性格だが、人や出来事などの表現が少しズレており、自分で墓穴を掘ることもしばしば。
恩田 水樹（おんだ みずき）
声：白井綾乃
明朗快活な内科医。ひょんなことから功と知り合い、そのまま自分のアパートへ連れ込んでセックスを楽しんだツワモノ。司とルームシェアしている。
二条院 司（にじょういん つかさ）
声：深井晴花
冷静かつ優秀な外科医。功の遠戚の従姉であり、彼を子供扱いする。顔には、過去の事故の際に刃物で負った傷痕がある。水樹とルームシェアしている。
芽生 双葉（めのう ふたば）
声：みる
明るくてドジな准看護師。マイペースかつ騙されやすい性格のため、よく水樹のおもちゃにされる。
緋山 澪（ひやま みお）
声：大野まりな
功が最初に担当する患者の少女。功の事を一目で気に入り、入院生活の間だけ彼氏になってくれと頼み込む。
公式サイト（下記参照）の人物紹介では名前の振り仮名が「ひやま れい」と誤植されている。

### その他の人物
院長先生
夏川東病院を経営する老人の院長先生。医学に対する知識と腕と熱意は本物で、司や水樹をはじめとする病院内の人達から尊敬されているが、功が見た第一印象は「しなびれたレタス」。
高円寺（こうえんじ）
功の所属する大学付属病院の医局長で、功も何かとお世話になった恩師。功の才能にいち早く目を着け、夏川東病院での研修を勧めた。
植松（うえまつ）
製薬会社の営業マン。外回りの際、特注幕の内弁当などのリッチな弁当を持参して自社製品の説明に来ることがあるために人気があるが、その場合は大抵マイナーな製品である場合が多い。
仏野 霊児（あだしの れいじ）
水樹が担当している、ナルコレプシーによる通院患者。見た目はパリッとした中年紳士だが、霊や超常現象などの類を極端に信じており、何かある毎に霊や悪魔の仕業だと思い込んでは自分の世界に入る難儀な人。

## スタッフ
- 原画：choco chip
- シナリオ：もみあげルパンR、近江達裕、神無月ニトロ、速水漣、七央結日

## 関連商品
書籍
- 艶女医 ドキドキ研修医編 - 著：岡田留奈、発行：ハーヴェスト出版、2008年1月発売 ISBN 9784434115042
- 艶女医 モテモテ研修医編 - 著：岡田留奈、発行：ハーヴェスト出版、2008年2月発売 ISBN 9784434116025
- 艶女医（エンジョイ）オフィシャルファンブック - 発行：彩文館出版、2008年2月発売 ISBN 9784775602867

マウスパッド
- 水樹先生の萌え萌えハァハァ巨乳おっぱいマウスパッド